# 村田良平
村田 良平（むらた りょうへい、1929年（昭和4年）11月2日 - 2010年（平成22年）3月18日）は、日本の外交官。外務事務次官、駐アメリカ合衆国大使、駐ドイツ連邦共和国大使などを歴任した。退官後、日米核持ち込み問題について、日米核密約の存在を実名で証言した。

## 生涯
京都府出身。旧制桃山中学校、旧制第三高等学校を経て、京都大学法学部卒業後、1952年（昭和27年）外務省入省。
ドイツ語研修、在ドイツ連邦大使館、経済局欧州課、在オーストリア大使館などを経て、経済局国際機関第二課長、在アメリカ合衆国日本大使館参事官、条約局参事官、中近東アフリカ局長、駐アラブ首長国連邦大使、駐オーストリア大使、経済局長、外務審議官（政務担当）、外務事務次官を歴任。その後、駐アメリカ合衆国大使、駐ドイツ連邦大使に就任した。
退官後は、日本財団特別顧問、青山学院大学教授、三和銀行特別顧問、民間外交推進協会常任副会長、外務省顧問などを歴任した。
2006年11月瑞宝大綬章を受章した。
2009年（平成21年）、朝日新聞などに日米核密約の存在を暴露し、注目を集めた。晩年は京都市に在住。マスコミを相手にした証言やドキュメンタリーなどを中心にしたテレビ出演、自身の体験を語る講演活動（竹村健一・竹村真一主宰の未来研、関西城内会など）や、執筆活動を精力的にこなしていたが、肺癌を患って京都大学医学部附属病院で治療を受けていた。2010年（平成22年）3月18日、肺癌のため死去した。享年80。
駐ドイツ連邦大使時代、若手の外務官僚だった城内実が儀典担当官、秘書官として在ドイツ連邦大使館に在籍。城内は村田のかばん持ちをしていた。村田は、城内が2005年（平成17年）の第44回衆議院議員総選挙（郵政選挙）で自民党に造反し、片山さつきに敗れて浪人となった際にも、城内の地元である静岡県浜松市を訪れて城内を激励した。

## 対米自立・核武装論
村田は、北朝鮮が核実験を行ったことにより日本の核武装をアメリカが拒否できない日が来ると予測しており、それでもアメリカが日本の核武装を拒否するなら、在日米軍基地の全廃を求め、併せて全く日本の独力によって通常兵器による抑止力に加えイギリス、フランスの如く限定した核戦力を潜水艦を用いて保持するというのが論理的な帰結であろうと主張している。また、村田は、外務省があまりにも対米従属的であると述べている。

## 著作

### 単著
- 『中東という世界』世界の動き社、1981年8月。
  - 『中東』世界の動き社、1982年10月。改訂普及版
- 『OECD（経済協力開発機構） 世界最大のシンクタンク』中央公論新社〈中公新書 1513〉、2000年1月。ISBN 978-4-12-101513-6。
- 『海洋をめぐる世界と日本』成山堂書店、2001年10月。ISBN 978-4-425-53051-9。
  - 『海が日本の将来を決める』成山堂書店、2006年1月。ISBN 978-4-425-53052-6。増訂版
- 『なぜ外務省はダメになったか　甦れ、日本外交』、第2部は田久保忠衛・古森義久と鼎談、扶桑社、2002年3月。ISBN 978-4-594-03652-2。
- 『回顧する日本外交　1952-2002』都市出版、2004年2月。ISBN 978-4-901783-10-1。
- 『村田良平回想録 上巻　戦いに敗れし国に仕えて』ミネルヴァ書房、2008年9月。ISBN 978-4-623-05091-8。
- 『村田良平回想録 下巻　祖国の再生を次世代に託して』ミネルヴァ書房、2008年9月。ISBN 978-4-623-05092-5。
- 『何処へ行くのか、この国は　元駐米大使、若人への遺言』ミネルヴァ書房、2010年4月。ISBN 978-4-623-05722-1。遺著

### 冊子
- 『中近東の多様性と世界』日本外交協会、1981年1月。
- 『最近の中東情勢と湾岸の安全保障』日本国際問題研究所〈国際問題講演録 no.31〉、1981年8月。
- 『中東情勢はどう展開するか　レバノン，イラン・イラク粉争，サウジアラビア』世界経済研究協会〈世界経済リポート No.143〉、1982年7月。
- 『変わりゆく国際情勢と日本外交の課題』世界経済研究協会〈世界経済リポート No.166〉、1988年6月。
- 『国際情勢の現状と展望　一九九八年を振り返って』国際関係基礎研究所〈国際問題講演録 no.31〉、1999年2月。

### 共編著
- 『ヨーロッパ統合の前途と課題』大阪国際大学、1995年。 NCID BN14674824。 注釈：「ヨーロッパ統合の将来 : "拡大"と"深化"は両立するか」を収録。
- 村田良平 編『EU　二一世紀の政治課題』勁草書房、1999年12月。ISBN 978-4-326-30130-0。
- 日下公人 ほか「不審船事件の検証と日本の課題」『大丈夫か、日本の独立精神』自由国民社〈虎ノ門DOJOブックス〉、2002年10月。ISBN 978-4-426-12102-0。
- アジア太平洋研究会 編『国際関係を「見つめる」　アメリカ・中国・朝鮮半島・ロシア・EU、そして日本　財団法人アジア太平洋研究会設立30周年記念誌』ジャパンタイムズ、2005年8月。ISBN 978-4-7890-1202-7。 注釈：「近時の活動の記録より アメリカを見つめる・テーマ総括」、「米欧関係変化の行方と日本」を収録。
- 三高自昭会 編『新世紀に生きる　三高創立百三十五年記念講演録』三高自昭会〈神陵文庫 別巻〉、2007年12月。ISSN 13462938。 - 注釈：「戦争の様相と変化」を収録。
- 高津康佑 編『グローバリゼーション下の日本の戦略』 2巻、隊友会〈防衛開眼 第29-30集 / 「日本の安全と平和を考える」シリーズ〉、2003年3月。 NCID BA61260610。 注釈：「国際政治の枠組みの劇的変化と日本の対応」を収録。

## 主な出演
- NHKスペシャル「核を求めた日本」（日本放送協会、2010年） - 放映は村田の没後（約半年後）である。